# På begäran (album av Lotta & Anders Engbergs orkester)
På begäran utkom 1992 på NMG och är ett samlingsalbum av det svenska dansbandet Lotta & Anders Engbergs orkester. Vissa sånger på samlingen är ursprungligen utgivna som Lotta Engbergs sololåtar.

## Låtlista
| Nr           | Titel                      | Originaltitel                | Längd |
| ------------ | -------------------------- | ---------------------------- | ----- |
| 1.           | Fyra Bugg & en Coca Cola   |                              | 3:02  |
| 2.           | Tusen vackra bilder        | My Boy Lollipop              | 3:45  |
| 3.           | Världens bästa servitris   |                              | 3:17  |
| 4.           | En gång till               |                              | 2:53  |
| 5.           | Skön Cecilia               |                              | 3:25  |
| 6.           | Yakety Sax                 |                              | 3:04  |
| 7.           | Melodin                    |                              | 3:02  |
| 8.           | På min sommaräng           |                              | 2:57  |
| 9.           | 100%                       |                              | 3:01  |
| 10.          | Succéschottis              |                              | 3:00  |
| 11.          | True Love                  |                              | 3:46  |
| 12.          | Kan man gifta sig i jeans? |                              | 3:01  |
| 13.          | Brevet från Maria på Öland |                              | 3:10  |
| 14.          | Genom vatten och eld       |                              | 3:50  |
| 15.          | Så många barn              |                              | 3:09  |
| 16.          | Två ska man va'            | I'm Gonna Knock on Your Door | 2:24  |
| Total längd: | Total längd:               | Total längd:                 | 50:46 |